# Parabrotula tanseimaru
Parabrotula tanseimaru är en fiskart som beskrevs av Miya och Nielsen, 1991. Parabrotula tanseimaru ingår i släktet Parabrotula och familjen Parabrotulidae. Inga underarter finns listade i Catalogue of Life.